# Giuseppe Della Balda
Giuseppe Della Balda ist ein Politiker aus San Marino, der unter anderem von 1975 bis 1976 Capitano Reggente war.

## Leben
Giuseppe Della Balda wurde am 7. September 1969 für die Sozialistische Partei PSS (Partito Socialista Sammarinese) erstmals Mitglied des Großen und Allgemeinen Rates (Consiglio Grande e Generale) und gehörte diesem in der 18., 19., 20. und der 21. Legislaturperiode bis zum 29. Mai 1988 an. Des Weiteren übernahm er vom 11. November 1974 bis zum 11. März 1976 im 17. Kabinett das Amt des Ministers für soziale Sicherheit, Hygiene und Gesundheit, Vorsorge und die Beziehungen zu den Gemeinderäten (Deputato per la la Sicurezza Sociale, l’Igiene e la Sanità, la Prvidenza e i Rapporti con le Giunte di Castello). 
Während dieser Zeit war er gemeinsam mit Giovanni Vito Marcucci vom 1. Oktober 1975 bis zum 1. April 1976 Capitano Reggente und damit einer der beiden kollegial amtierenden gleichberechtigten Staatsoberhäupter von San Marino. Das Amt des Ministers für soziale Sicherheit, Hygiene und Gesundheit, Vorsorge und die Beziehungen zu den Gemeinderäten übernahm er vom 11. März 1976 bis zum 17. Juli 1978 auch im darauf folgenden 18. Kabinett. Im 19. Kabinett fungierte er zwischen dem 17. Juli 1978 und dem 4. Juli 1983 als Minister für öffentliche Arbeiten, Kommunikation und Verkehr (Deputato per il Lavori Pubblici, le Communicazioni e i Trasporti) sowie zuletzt vom 4. Juli 1983 bis zum 26. Juli 1986 im 20. Kabinett als Minister für Arbeit und Zusammenarbeit und Beziehungen mit der Autonomen Staatsgesellschaft für öffentliche Dienste (Deputato per il Lavoro e la Cooperazione e i Rapporti con l’Azienda Autonoma di Stato per i Servizi Pubblici (AASS)).

## Hintergrundliteratur
- Fabio Foresti: Quella nostra sancta libertà. Lingue, storia e società nella Repubblica di San Marino, Biblioteca e ricerca, Quaderni della Segretaria di Stato per la Pubblica Istruzione, Affari Sociali, Istituti Culturali e Giustizia 6. Aiep, San Marino 1998, ISBN 88-86051-66-2
- Domenico Gasperoni: I Governi di San Marino. Storia e personaggi, AIEP Editore, Serravalle 2015, ISBN 978-88-6086-118-4